# سلطان الشاعر
سلطان بن حمد بن سليمان الشامسي (سلطان الشاعر ) (1939 - 31 مارس 2009)، ممثل وشاعر إماراتي ولد في عجمان ، الإمارات العربية المتحدة اشتهر بشخصية إشحفان بمسلسل إشحفان.

## ألقابه
- الشاعر : لزمه هذا اللقب طوال حياته و هو ليس اسم لعائلته كما يعتقد البعض إنما لأنه كان شاعراً.
- إشحفان : اشتهر هذا اللقب نسبة لمسلسله الشهير إشحفان الذي يعد من أشهر الأعمال الخليجية.

## عن حياته
ولد في عجمان اشتهر في شخصية إشحفان الذي مثله في مسلسل إشحفان. يعد من مؤسسي الدراما التلفزيونية الإماراتية في فترة أواخر الستينات في تلفزيون أبو ظبي، حيث ارتبط اسمه في الفن الإماراتي بالكثير من الأعمال التلفزيونية في فترة بداية اتحاد الإمارات.

### فقدانه للبصر
تعرض لحادث مروري في عام 1980 أدى إلى فقدانه لبصره ليتوقف بعدها عن التمثيل ويغيب عن الأعلام لمدة تقارب الخمسة وعشرون عاماً.

## أعماله

### من المسلسلات
- قوم عنتر.
- الغوص.
- إشحفان.
- أمثال شعبية.
- نوادر جحا.
- طريق الندم.
- الشقيقان شعبان ورمضان (1979).[3]

### من المسرحيات
- الأول تحول.
- العقل زين.

## وفاته
كان يرقد في حاله حرجة في قسم العناية الفائقة في مستشفى راشد، إثر تعرضه لمشاكل صحية بعد عودته من رحلة العلاج الأخيرة في لندن.
توفي في صباح 31 مارس 2009، جواً أثناء اتجاهه إلى لندن لتلقي العلاج، مما اضطر الطائرة للهبوط اضطرارياً في ألمانيا.